# Barisadri
Barisadri o Bari Sadri fou una thikana o jagir de l'antic principat de Mewar. La formaven 91 pobles i una vila. Estava a uns 80 km a l'est-sud-est d'Udaipur (Rajasthan). La capital era Bari Sadri, amb 4.063 habitants el 1901. El territori era administrat per un thakur o noble, que era considerat el més antic de Mewar. Ajja Singh va venir de Kathiawar al segle XVI i va lluitar al costat de Sangram Singh I contra Baber a la famosa batalla de Khanua (17 de març de 1527); Sangra va ser ferit i portat fora del camp de batalla però Ajja va ocupar el seu lloc a l'elefant reial i va continuar la batalla. Va morir en la lluita i com a recompensa pel seu valor el seu fill Siha Singh va rebre les terres de Sadri amb títol de raja, i un lloc proper al rana en el protocol a més de tenir el dret de portar l'estendard del rana de Mewar i de golpejar els tambors fins a les portes del palau, privilegi que va continuar en els seus successors fins al 1947/48. Siha va morir al primer setge de Chitor per Bahadur Xah Gudjarati el 1534, el seu fill Asaji al segon setge de Chitor el 1535, el net Sultan Singh al tercer setge de Chitor el 24 de febrer de 1568 contra Akbar, i el besnet a la batalla de Haldighati el 21 de juny de 1576. El fil d'aquest va morir en batalla a Ranakpur el 1609 i el seu fill a la batalla de Hurda el 1622.

## Llista de rages
- Ajja Singh 1499-1527
- Siha Singh 1527-1534,
- Asaji 1534-1535
- Sultan Singh I 1535-1568
- Bida (Man Singh) 1568-1576
- Deda Singh 1576-1609
- Hari Das 1609-1622
- Rai Singh I 1622-?
- Sultan Singh II
- Chandra Sen
- Kirti Singh I
- Rai Singh II
- Sultan Singh III
- Chandan Singh
- Kirti Singh II
- Shiv Singh ?-1883
- Rai Singh III 1883-1897
- Dule Singh 1897-?
- Kalyan Singh ?-1948